# Marquesado de Alonso Martínez
El marquesado de Alonso Martínez es un título nobiliario español creado por la reina regente María Cristina de Habsburgo Lorena y concedido, en nombre de Alfonso XIII, a favor de Demetria Martín y Baraya, viuda del ilustre político y jurisconsulto Manuel Alonso Martínez, mediante real decreto del 11 de marzo de 1888 y despacho expedido el 12 de junio de 1891.

## Marqueses de Alonso Martínez
|                           | Titular                                     | Periodo                   |
| Creación por Alfonso XIII | Creación por Alfonso XIII                   | Creación por Alfonso XIII |
| ------------------------- | ------------------------------------------- | ------------------------- |
| I                         | Demetria Martín y Baraya                    | 1891-1902                 |
| II                        | Vicente Alonso-Martínez y Martín            | 1903-1936                 |
| III                       | Manuel Alonso-Martínez y Bea                | 1950-1969                 |
| IV                        | Manuel Alonso-Martínez Grisone              | 1971-2022                 |
| V                         | Guillermo Pío de Escudero y Alonso-Martínez | 2023-actual titular       |

## Historia de los marqueses de Alonso Martínez
- Demetria Martín y Baraya (m. 1902), I marquesa de Alonso Martínez.[1]

Casó con Manuel Alonso Martínez, ministro de Fomento, Hacienda, Gracia y Justicia, diputado a Cortes, presidente del Congreso y gobernador de Madrid. El 5 de mayo de 1903 le sucedió su hijo:
- Vicente Alonso-Martínez y Martín (Madrid, 5 de abril de 1858, Madrid, 26 de marzo de 1936), II marqués de Alonso Martínez, director de la Escuela Central de Agricultura, presidente de la Junta Consultiva Agronómica (1914-1923), de la Asociación de Agricultores de España y de la Asociación Nacional de Ingenieros Agrónomos, presidente de los Consejos de Administración de la Compañía de Caminos de Hierro del Norte de España y del Banco de Industria y Comercio, diputado a Cortes (1882-1890), secretario del Congreso (1888-1898), miembro de la Comisión de Presupuestos (1902), senador vitalicio del reino desde 1901, comendador de número de la Orden de Isabel la Católica y caballero de la de Orden de Carlos III, Gran Cruz de la Concepción de Villaviciosa de Portugal y de la Orden Civil del Mérito Agrícola.[3][1]

Casó con María Bea y Pelayo. El 20 de julio de 1950 le sucedió su hijo:
- Manuel Alonso-Martínez y Bea (Madrid, 1 de octubre de 1888-1969), III marqués de Alonso Martínez y IV marqués de Bellamar.[1]

Casó en primeras nupcias con Adelaida Huelín y de Salas (m. 1938) y en segundas el 30 de abril de 1941, en Madrid, con Juana María Grisone y Vezzoso. El 18 de noviembre de 1971, previa orden del 17 de noviembre de 1970 para que se expida la correspondiente carta de sucesión (BOE del 5 de diciembre), le sucedió un hijo de su segundo matrimonio:
- Manuel Alonso-Martínez y Grisone (Madrid, 16 de enero de 1942-Madrid, 16 de febrero de 2022[5]), IV marqués de Alonso Martínez, ingeniero de caminos, canales y puertos.[6]

Casó en primeras nupcias el 15 de noviembre de 1969, en Madrid, con Pilar de Las Morenas y Travesedo, XXIV marquesa de Aguilar de Campoo, y en segundas con Barbara Wasgien. Sucedió su nieto:
- Guillermo Pío de Escudero y Alonso-Martínez, V marqués de Alonso   Martínez.[7]